# Dirk Gerlo
Dirk Gerlo (Sint-Niklaas, 13 augustus 1959) is een voormalig Belgisch sportverslaggever. Hij was werkzaam bij Sporza Radio.
Hij begon als losse medewerker bij de openbare omroep in 1986. Sinds 1988 was hij een vaste verslaggever. Gerlo was gespecialiseerd in tennis, atletiek, triatlon, handbal en zwemmen. In september 2024 ging hij met pensioen.